# Marie-Claude Bugeaud
Pour les articles homonymes, voir Bugeaud.
Marie-Claude Bugeaud, née le 23 janvier 1941 à Paris, est une peintre française.

## Biographie
Née en 1941 à Paris,, agrégée d'arts plastiques, Marie-Claude Bugeaud enseigne à l'École nationale supérieure des arts appliqués et des métiers d'art à Paris. Depuis les années 1970, elle expose ses peintures en France et à San Francisco. Elle a exposé également au Salon d'art contemporain de Montrouge. Elle e eu notamment une exposition remarquée à Toulon en 2009.« Dans mon travail », explique-t-elle, « deux éléments sont privilégiés, la couleur presque monochrome, liquide, répandue ou badigeonnée sur la toile ou plus dense dans les petits tableaux, puis dans un autre temps le dessin avec le pinceau d’une couleur en contraste avec l’espace peint et qui selon les moments forme des lignes ou ce que j’appelle les points. Ces formes minimalistes, en opposition avec la transparence du fond, sont peintes comme pour casser la séduction de la couleur ».  Elle a été également retenue pour plusieurs commandes publiques.

### Réception critique
« Marie-Claude Bugeaud est un peintre de l'oscillation. Entre ligne et couleur, entre abstraction et allusion à quelques motifs — chevelure, bouche…  — son travail avance. Des forces s'affrontent et trouvent, dans cet affrontement même, leur juste place. La légèreté des arabesques combat la noirceur des points. La concentration, la pesanteur des points viennent, contre cette légèreté-là, rappeler à l'ordre tragique du monde. »

— Pierre Wat, catalogue de l'exposition de la Maison des arts de Malakoff, p. 4.

## Expositions personnelles
- 1992 : Centre d'art Passages, Troyes ; galerie Véronique Smagghe, Paris ; galerie Édouard Manet, Gennevilliers.
- 1993 : FIAC, galerie Pierre Colt, Nice.
- 1995 : galerie Pierre Colt, Nice.
- 1997 : galerie Corinne Caminade, Paris.
- 2000 : maison des arts de Malakoff.
- 2001 : galerie de l'ESAD, Reims.
- 2002 : galerie municipale Julio González, Arcueil.
- 2003 : école d'art de Belfort, organisation : le 19 CRAC, Moments artistiques, Christian Aubert, Paris.
- 2004 : « Papiers découpés, papiers retrouvés », maison des arts d'Évreux, maison des arts de Bagneux.
- 2005 : « Les Judith », abbatiale de Bernay, Eure ; galerie Franch Font, Montpellier ; L'art dans les chapelles, Saint-Tugdual, Quistinic.
- 2009 : Hôtel des Arts, Toulon Galerie Vieille du Temple, Paris.
- 2010 : Éric Linard galerie, La Garde Adhémar.
- 2011 : galerie Jean-Greset, Besançon ; galerie AL/MA, Montpellier.
- 2013 : galerie Djeziri Bonn-Linard, Paris.
- 2015 : « Concrète fiction », galerie béa-ba, Marseille ; « Autour du livre », galerie Djeziri Bonn, Paris.
- 2016 : « Peintures, 2015-2016 », galerie Djeziri-Bonn, Paris.
- 2018 : « Une élégante radicalité », maison du cygne, Six-Fours les Plages ; « La liberté à l’œuvre », galerie Berthet-Aittouarès, Paris ; « Œuvre sur papier », galerie Olivier Nouvellet, Paris.

## Expositions collectives
- 2015 : « Autour de Pierre Buraglio: Pierre Buraglio, Marie-Claude Bugeaud, Dominique De Beir », galerie Jean Fournier, Paris.

## Collections publiques
- Fonds national d'art contemporain.
- Fonds municipal d'art contemporain de la Ville de Paris.
- Fonds municipal d’œuvres sur papier, Vitry-sur-Seine.
- Fonds départemental d'art contemporain des Hauts-de-Seine.
- Fonds départemental d'art contemporain du Val-de-Marne.
- Artothèque d'Évreux.
- Collection ville de Bagneux.
- Le Ring, artothèque de Nantes.
- Musée Fabre, Montpellier.
- Manufacture des Gobelins, Paris.
- Collection du conseil général du Var.
- MAC VAL, Vitry.
- Fondation Colas, Paris.
- Collection du Bon Marché, Paris.
- Centre national des arts plastiques, Paris :
  - Escalier 23rd street, huile et acrylique sur toile, en dépôt à l'ambassade de France à Mascate (Oman)[8] ;
  - Les Arbres sont des alphabets, 1986, huile sur toile, en dépôt à Paris au palais de l'Élysée[9] ;
  - Les Dessus des dessous, 1999, huile et acrylique sur toile, en dépôt à l'ambassade de France à Tripoli (Libye)[10].